# Сарыбалыкский сельсовет
Сарыбалыкский сельсовет — сельское поселение в Здвинском районе Новосибирской области Российской Федерации.
Административный центр — село Сарыбалык.

## История
Статус и границы сельского поселения установлены Законом Новосибирской области от 2 июня 2004 года № 200-ОЗ «О статусе и границах муниципальных образований Новосибирской области»

## Население
| 1985 | 1987  | 2002 | 2004  | 2005  | 2006  | 2007 |
| ---- | ----- | ---- | ----- | ----- | ----- | ---- |
| 1189 | ↘1078 | ↘966 | ↗1053 | ↘1015 | ↘1012 | ↘953 |
| 2008 | 2009  | 2010 | 2012  | 2013  | 2014  | 2015 |
| ↘947 | ↘925  | ↘826 | ↗828  | ↘790  | ↘763  | ↗768 |
| 2016 | 2017  | 2018 | 2019  | 2020  | 2021  |      |
| ↘753 | ↘740  | ↘724 | ↘703  | ↘689  | ↘675  |      |

## Состав сельского поселения
| № | Населённый пункт | Тип населённого пункта       | Население |
| - | ---------------- | ---------------------------- | --------- |
| 1 | Горькое Озеро    | посёлок                      | ↘81       |
| 2 | Сарыбалык        | село, административный центр | ↘745      |

### Упразднённые населённые пункты
Кировский —  упразднённый в 2004 году посёлок.